# Sezimovo náměstí
Sezimovo náměstí se nachází v centru města Polná v okrese Jihlava. Je pojmenováno podle zdejšího mecenáše, Jana Sezimy z Rochova. Jeho trojúhelníkový půdorys ústí do gotické dolní brány a patří k původnímu osídlení pod hradem.
Sezimovým náměstí prochází ulice Třebízského. Nadmořská výška stoupá od západního okraje, kde u Dolní brány dosahuje 479 metrů, k východnímu cípu s kostelem Nanebevzetí Panny Marie, který je ve výšce 488 metrů. Ze západní části směřuje pod Dolní branou ulice Nerudova a na jihovýchod ulice Poděbradova.
Nachází se zde novogotický kostel svaté Anny, v jehož sousedství stojí Husova knihovna a špitál Sezimovy nadace. V domě čp. 68, kde se narodila spisovatelka Vlasta Pittnerová, se nachází Apartmán Pod kostelem.

## Historie
První osada Polná pravděpodobně stála právě v místech Sezimova náměstí. Tvořilo ji deset (maximálně 20) menších nadzemních i polozahloubených obydlí srubové či kůlové konstrukce s dalším hospodářských příslušenstvím. Podle archeologických nálezů lze usuzovat, že zdejší osídlení je starší. Byl zde nalezen hrnec zdobený na podhrdlí rytou vlnovkou, který pochází z přelomu 12. a 13. století. Dříve se nazývalo „Rosmark". V roce 1977 byla za domem čp. 2 nalezena římská mince ze 3. století n. l.

## Kulturní památky
- Fontána se sochou Hébé

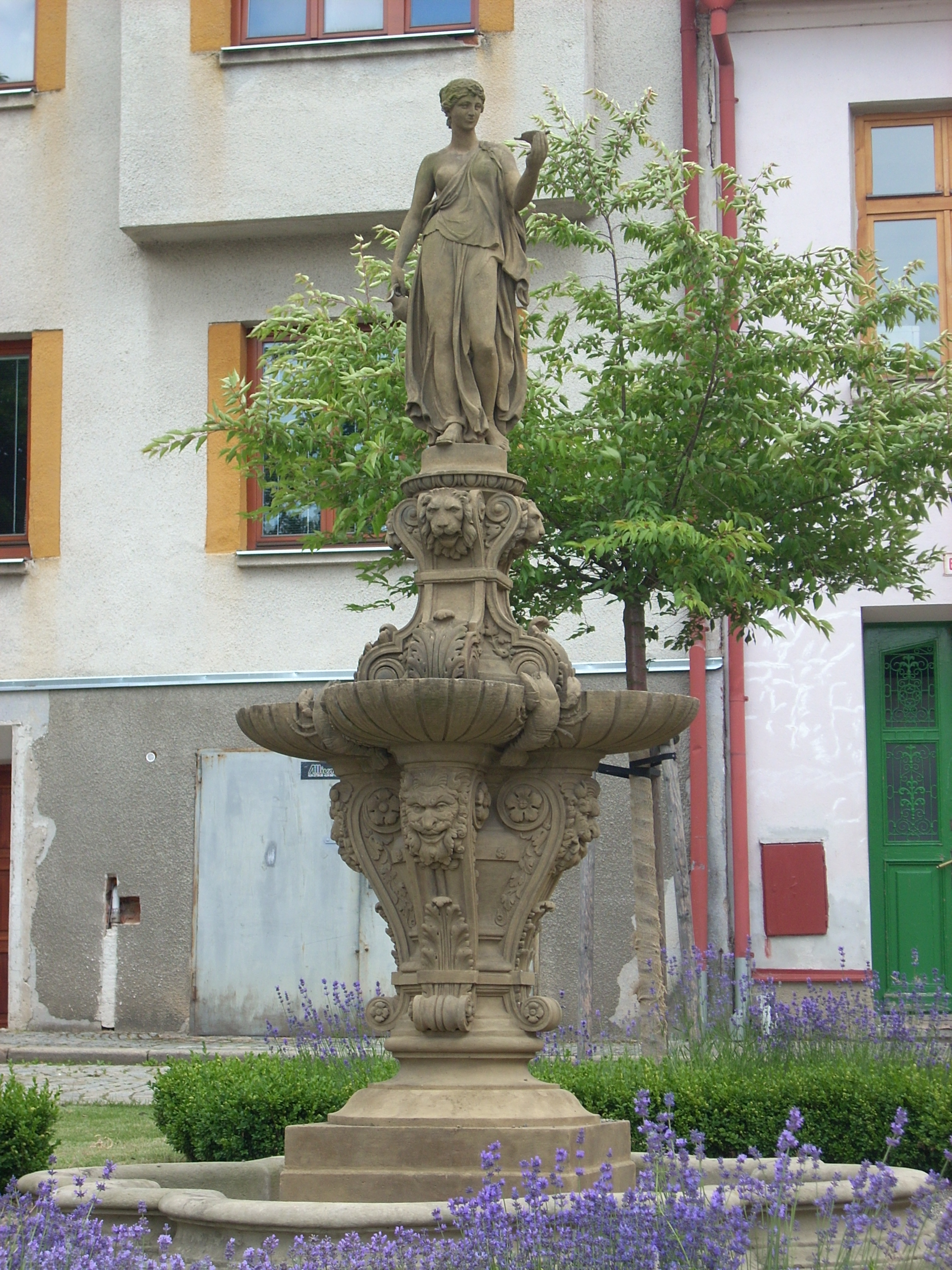
Fontána se sochou Hébé

- Kašna se sochami před kostelem Nanebevzetí Panny Marie
- Brána židovského ghetta vystavěna na příkaz Viktorina z Kunštátu v gotickém stylu jako součást městských hradeb
- Špitál (čp. 7) založil Jan Sezima z Rochova podle listiny z 21. října 1447 pro 12 chudých, provoz byl financován z domu a dvou vsí (Skrýšova a Janovic), který pro tento účel věnoval.[4] Roku 1689 později nechal Ferdinand z Ditrichštejna zřídit nový panský špitál pro šest chudých, kterou spojil se Sezimovou nadací.[5]
- Měšťanský dům čp. 2 s městskou bránou a s gotickým jádrem, jenž pochází 14. století
- Měšťanský dům čp. 3
- Měšťanský dům čp. 4
- Měšťanský dům čp. 8
- Měšťanský dům čp. 9, v jehož prostorách sídlí v přízemí loutkové divadlo a v 1. patře Husova knihovna
- Měšťanský dům čp. 10
- Měšťanský dům čp. 11
- Měšťanský dům čp. 62
- Měšťanský dům čp. 63
- Měšťanský dům čp. 67